# Antorcha sueca

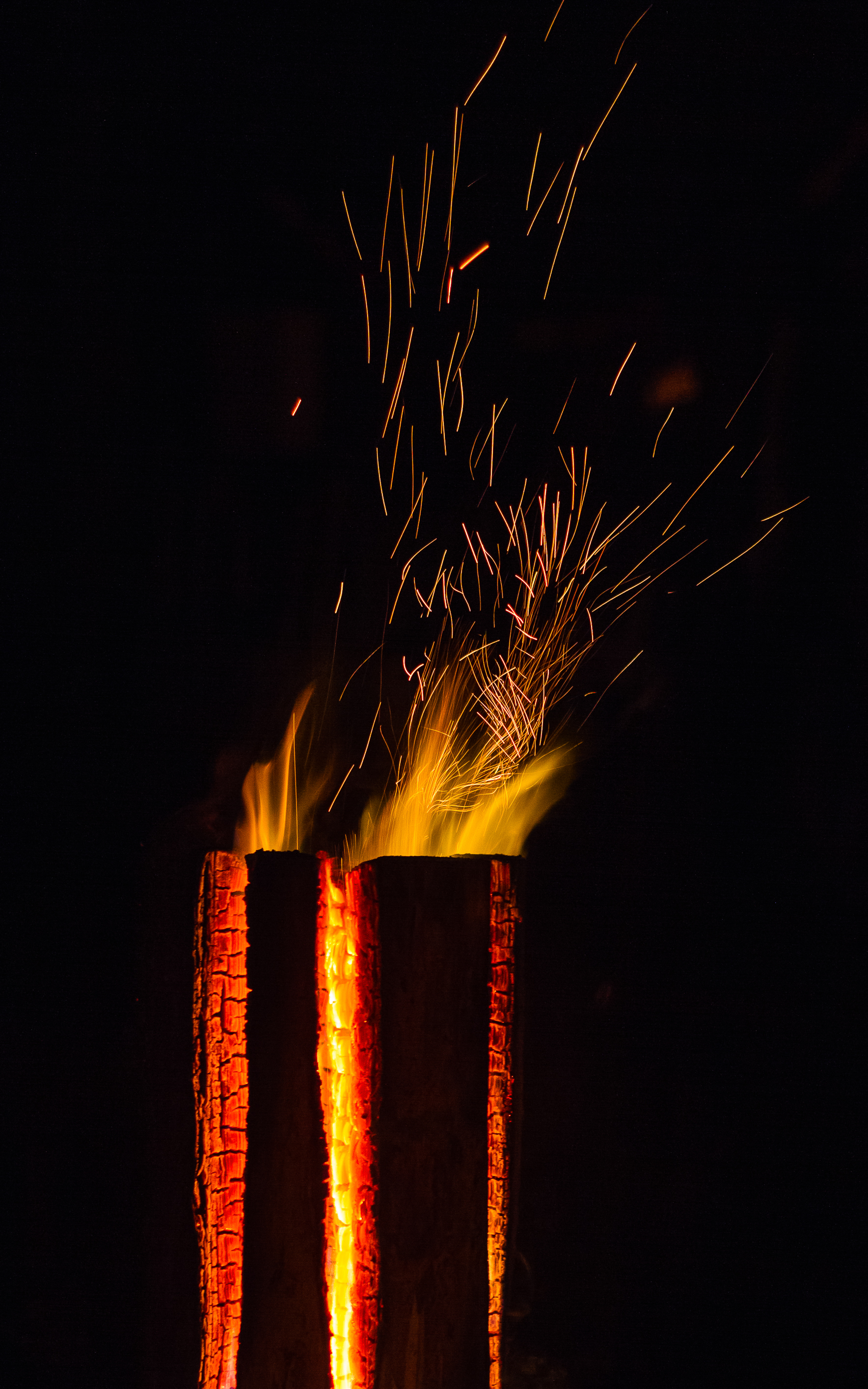
Antorcha sueca ardiente

Una antorcha sueca es una antorcha hecha de un tronco de pino disecado. Surgieron durante la Guerra de los Treinta Años de 1618 a 1648 cuando los soldados suecos comenzaron a usar tales antorchas.
En la actualidad, las antorchas suecas se utilizan principalmente como fuente de luz y calor. La antorcha sueca arde verticalmente y es un punto de atracción especial. Los troncos ardientes que arden lentamente desprenden un agradable calor.

## Historia
Para hacer la antorcha se requiere un tronco desramado, de un diámetro de 12 a 24 pulgadas (30 a 61 cm) y una longitud de 20 a 60 pulgadas (51 a 152 cm). La madera no debe estar demasiado seca, de lo contrario se quemaría demasiado rápido. Los mejores tipos de madera para la luz y el calor son las maderas blandas resinosas: abeto, abeto y pino. Los mejores tipos para cocinar son las maderas duras como la haya, el roble, la manzana, el fresno o la cereza, ya que son menos hollín y no contaminan la carne.
Se usa una motosierra para cortar el tronco con dos cortes verticales perpendiculares entre sí hacia abajo mientras el tronco está de pie. Los cortes se detienen a 2,5 a 4 pulgadas (6,4 a 10,2 cm) de la base para que la antorcha no se rompa. Normalmente, el tronco se divide en cuartos por dos cortes, o, en el caso de troncos más grandes, en sextos (como un asterisco de seis puntas) u octavos. Los cortes ayudan a la circulación del aire, lo que ayuda a quemar el tronco.
A medida que el tronco se quema, las brasas y los carbones caen desde la parte superior hacia las ranuras cortadas. Esto enciende el tronco desde adentro y mantiene el fuego encendido. El tronco es más fácil de encender con parafina (o líquido para encendedores), que se inserta en las ranuras laterales y también en la parte superior en el punto de corte de la sierra del tronco. Los trapos empapados en aceite también son adecuados. Los leñadores vierten un poco de su combustible de motosierra en el centro de la antorcha. Si una fogata ya está ardiendo, algunas brasas colocadas encima del tronco pueden hacer una antorcha sueca.
Elegir un lugar seguro para encender la antorcha es importante debido a las chispas voladoras y la posibilidad de que se desmorone. Para encender el tronco de manera uniforme, agregue un poco de parafina en la parte superior. Dependiendo del tamaño y la longitud, el tronco arde entre dos y cinco horas y brilla con calor intenso. El resplandor en el medio del tronco tiene una temperatura entre 1830 y 2190 grados Fahrenheit (998,9 y 1198,9 °C). Después de que la antorcha ha comenzado a arder, es posible colocar una sartén encima. Antes de encender, martille tres clavos alrededor del pozo o coloque tres piedras alrededor del pozo, creando una superficie de cocción improvisada.

## Galleria

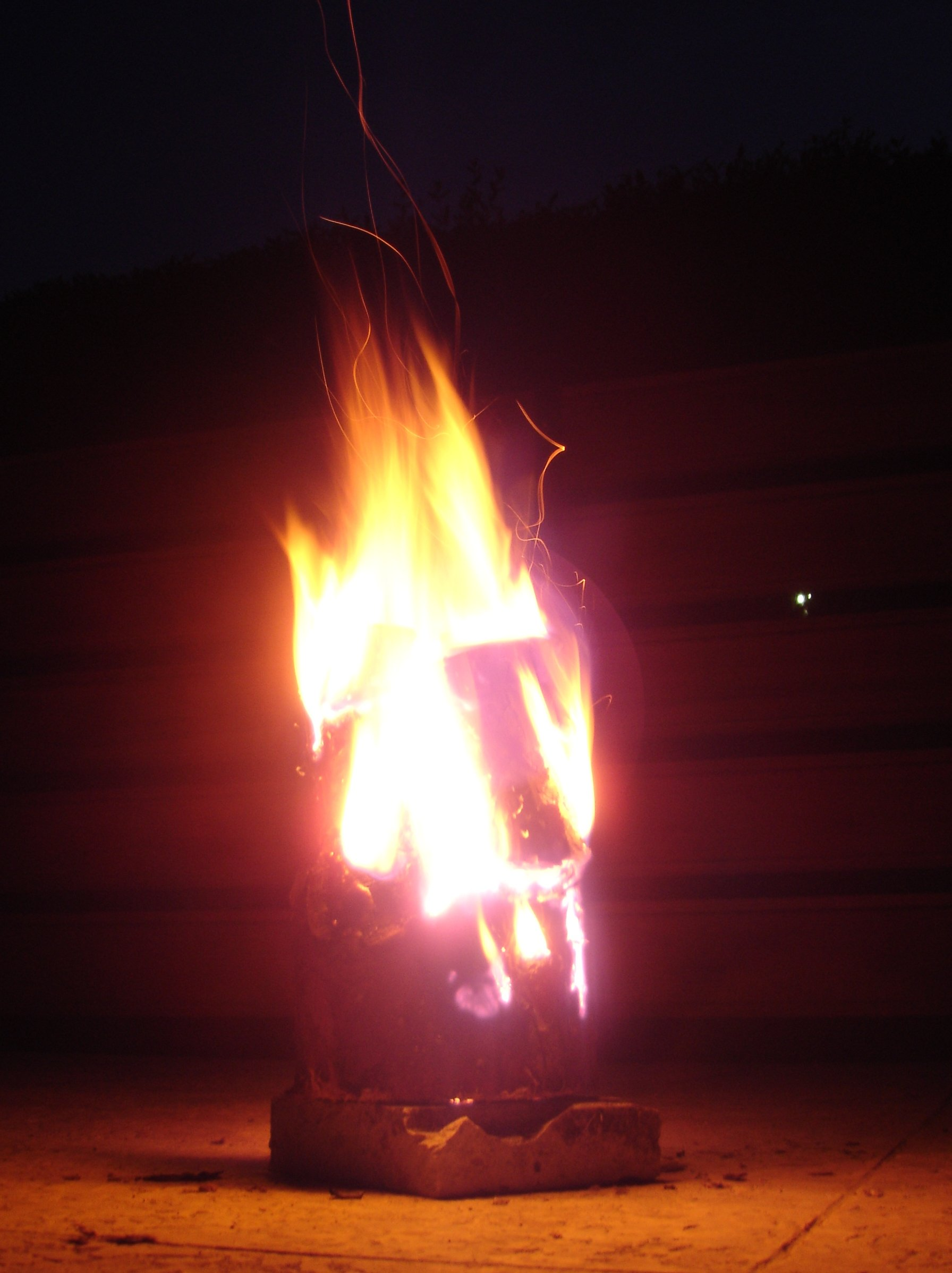
Foto nocturna de una antorcha sueca en la etapa avanzada de combustión
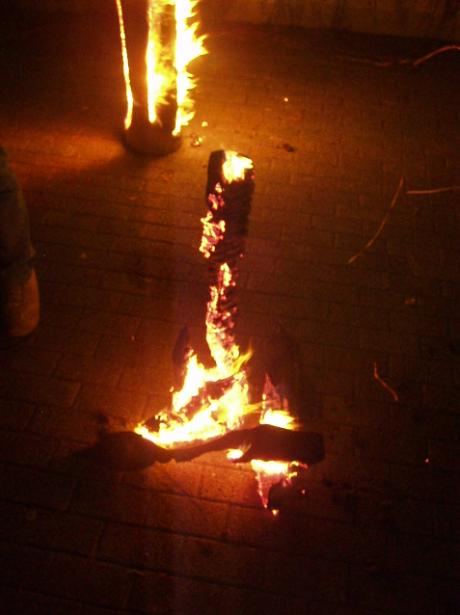
Tronco de árbol con cortes de sierra

## Enlaces externales
- Wikimedia Commons alberga una categoría multimedia sobre Antorcha sueca.
- Swedish Fire Torch (Quick Lighting Version) "Tip Of The Week" E42 en YouTube.
- «Finnische Fackel (Rundholzkerze)». Sektion Basel (en alemán).
- «Schweden-Feuer». kroetenloch.de (en alemán).